# Denmark Open 1983
Die Denmark Open 1983 im Badminton fanden in Kopenhagen statt.

## Titelträger
| Disziplin    | Sieger                           |
| ------------ | -------------------------------- |
| Herreneinzel | Morten Frost                     |
| Dameneinzel  | Qian Ping                        |
| Herrendoppel | Thomas Kihlström Stefan Karlsson |
| Damendoppel  | Kim Yun-ja Yoo Sang-hee          |
| Mixed        | Thomas Kihlström Nora Perry      |